# Geolycosa schulzi
Geolycosa schulzi là một loài nhện trong họ Lycosidae.
Loài này thuộc chi Geolycosa. Geolycosa schulzi được Maria Dahl miêu tả năm 1908.